# Temrjuk
Temrjuk (anche traslitterata come Temryuk) è una città della Russia europea meridionale (kraj di Krasnodar), situata sulla penisola di Taman' a brevissima distanza dalle coste del mare di Azov, nel golfo omonimo presso la foce del Kuban', 193 km a ovest di Krasnodar; è il capoluogo amministrativo del distretto omonimo.

## Storia
Sul sito dell'odierna città è attestato un insediamento tataro fin dall'anno 1237. Passò nel XIV secolo sotto il controllo della Repubblica di Genova, i cui mercanti impiantarono una colonia che prese il nome di Copa; l'intera zona finì successivamente (fine XV - inizio XVI secolo) sotto il dominio turco-tataro (tatari di Crimea), passando successivamente per un breve periodo sotto i russi (che costruirono la fortezza di Novyj Temrjuk) e tornando ancora, nel 1570, sotto il giogo tataro, venendo ribattezzata Adis. Verso la fine del XVIII secolo l'intera zona passò ai cosacchi e Temrjuk divenne un loro stanica. Risale al 1860, infine, la concessione dello status di città.

## Società

### Evoluzione demografica
Fonte: mojgorod.ru
- 1897: 14.500
- 1926: 15.900
- 1939: 23.200
- 1959: 22.000
- 1979: 31.900
- 1989: 33.200
- 2007: 36.000